# Comuna Reasne, Iemilciîne
Reasne (în ucraineană Рясненська сільська рада) este o comună în raionul Iemilciîne, regiunea Jîtomîr, Ucraina, formată din satele Hotîj, Kameanka și Reasne (reședința).

## Demografie
Componența lingvistică a comunei Reasne
     Ucraineană (99,1%)
     Alte limbi (0,79%)
Conform recensământului din 2001, majoritatea populației comunei Reasne era vorbitoare de ucraineană (99,1%), existând în minoritate și vorbitori de alte limbi.